# Jungermannia hasskarliana
Jungermannia hasskarliana là một loài Rêu trong họ Jungermanniaceae. Loài này được (Nees) Mitt. mô tả khoa học đầu tiên năm 1860.